# Espiral dorada

Espiral áurea construido a partir de la evolución de un rectángulo dorado.

Las espirales áureas son auto similares. La forma se repite indefinidamente cuando la ampliamos. Ver Fractales

La Espiral dorada (denominada también espiral áurea) es una espiral logarítmica asociada a las propiedades geométricas del rectángulo dorado. La razón de crecimiento es Φ, es decir la razón dorada o número áureo. Aparece esta espiral representada en diversas figuras de la naturaleza (planta, galaxias espirales), así como en el arte.

## Desarrollo matemático
La ecuación polar que describe la espiral dorada es la misma que cualquier otra espiral logarítmica, pero con el factor de crecimiento (b) igual Φ, esto es:
{\displaystyle r=ae^{b\theta }\,}
o, de la misma forma casa
{\displaystyle \theta ={\frac {1}{b}}\ln(r/a),}
Siendo e la base del logaritmo natural, a es una constante real positiva y b es tal que cuando el ángulo θ es un ángulo recto:
{\displaystyle e^{b\theta _{\mathrm {recto} }}\,=\phi }
Por lo tanto, b se encuentra determinado por  
{\displaystyle b={\ln {\phi } \over \theta _{\mathrm {recto} }}.}
El valor numérico de b depende de si el ángulo θ es medido en grados o radianes; como b puede tomar valores positivos o negativos según el signo de θ lo más sencillo es indicar su valor absoluto:
{\displaystyle |b|={\ln {\phi } \over 90}=0.0053468\,} para θ en grados;
{\displaystyle |b|={\ln {\phi } \over \pi /2}=0.306349\,} para θ en radianes.

Una espiral de Fibonacci se aproxima a la espiral dorada; cuando se inscribe en cuadrados cuyos lados responden a la sucesión de Fibonacci: 1, 1, 2, 3, 5, 8, 13, 21 y 34.

Una fórmula alternativa para la espiral dorada se obtiene en:
{\displaystyle r=ac^{\theta }\,}
donde la constante c está determinada por:
{\displaystyle c=e^{b}\,}
para la espiral dorada los valores de c son:
{\displaystyle c=\phi ^{\frac {1}{90}}\doteq 1.0053611}
si θ se mide en grados sexagesimales, y
{\displaystyle c=\phi ^{\frac {2}{\pi }}\doteq 1.358456.}
si θ se mide en radianes.

## Aproximaciones a la espiral dorada
Existen aproximaciones a la espiral dorada, que no son iguales. Este tipo de espirales, a menudo se confunden con la espiral dorada. Un ejemplo es la espiral de Fibonacci que resulta ser una aproximación a la espiral dorada.

## Generación
|                                |
| Mediante convolución de rectas |

|                           |
| La cáscara de un Nautilus |

|                                                 |
| Espiral en el triángulo y su serie de Fibonacci |